# Distretto di Cide
Il distretto di Cide (in turco Cide ilçesi) è uno dei distretti della provincia di Kastamonu, in Turchia.